# Львовская галерея искусств
Львовская галерея искусств (укр. Львівська національна галерея мистецтв імені Бориса Возницького) — один из крупнейших художественных музеев Украины. Генеральный директор галереи Тарас Возняк.

## Здание (дворецЛозинского)
Здание было выстроено в 1873 году архитектором Ф. Покутинским в историческом стиле (неоренессанс) в качестве пригородного дворца. Здание выполнено из кирпича, оштукатуренное, двухэтажное, F-образное в плане, с внутренним двором.
Композиция фасада сдержанно-эффектная. Этажи расчленены широкими горизонтальными тягами, нижний ярус покрыт рустовкой. Окна прямоугольной формы, в обрамлениях, с сандриками на втором этаже. Размещение портала акцентировано креповкой.
На первом этаже планировка коридорно-анфиладная, на втором — анфиладная. В центральном зале галереи сохранился комплекс лепного декора.
Здание перестроено под картинную галерею в 1914 году.

## История

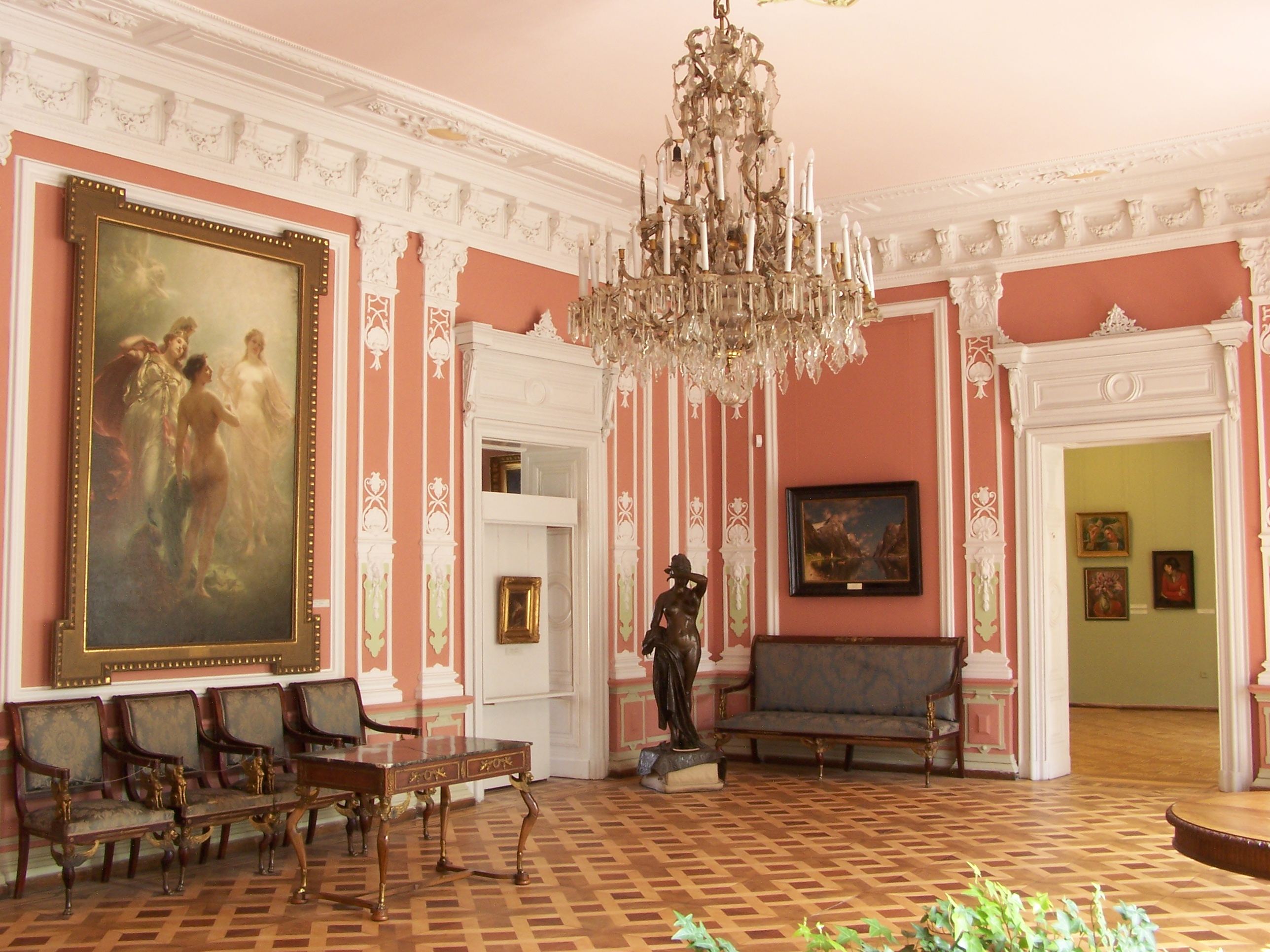
Интерьер картинной галереи

Основа городского собрания произведений искусства была заложена в 1902 г., когда по решению магистрата приобретение работ для будущего музея было включено в городской бюджет. Первыми приобретёнными полотнами стали несколько работ Яна Матейко, «Смерть Ацерна» и «Скупой» В. Леопольского и «Забастовка» Ф. Выгживальского. Значительным пополнением собрания стала коллекция подольского помещика Яковича, перевезённая во Львов в феврале 1907 г., — эта дата считается временем основания галереи. В 1914 г. Публичная галерея города Львова получила собственное помещение. К 1939 г. в собрании галереи находилось около 6000 единиц хранения. В сентябре 1939 г. галерея была национализирована.
В 1940 г. была организована Львовская государственная картинная галерея, базой которой стали Публичная галерея города Львова и бывший Украинский национальный музей, и куда вошли также национализированные собрания магнатов Дзедушицких, Голуховских, Любомирских, Боваровских, Бадени, графа Пининского и других, а также произведения изобразительного искусства из музеев Ставропигийского института, Духовной семинарии, Архидиецезиального музея, замков в Красичине, Подгорицах и других собраний. На протяжении 1940-го собрание галереи увеличилось на 4188 ценных экспонатов, однако в годы Второй мировой войны коллекция музея потерпела ощутимые потери.
За время немецкой оккупации было вывезено 225 произведений искусства, среди которых уникальная коллекция рисунков А. Дюрера. В послевоенные годы при содействии музеев Москвы, Ленинграда, Киева в галерее были созданы отделы русского дореволюционного и советского искусства, а позже и стран Востока.
В советское и постсоветское время Галерея несколько раз подвергалась попыткам ограбления; трагической страницей стало ограбление в апреле 1992 года, в ходе которого были убиты двое ведущих сотрудников музея — заведующий отделом западного искусства, известный советский искусствовед и атрибутор Дмитрий Шелест и заместитель директора Ярослав Волчак.
К концу XX столетия Львовская галерея искусств превращается в значимый культурный центр с многочисленными филиалами, известный далеко за пределами Украины.
23 октября 2009 года Галерее присвоено статус Национальной.
12 апреля 2013 года Львовской национальной галерее искусств присвоено имя Бориса Григорьевича Возницкого, который длительное время был её директором.

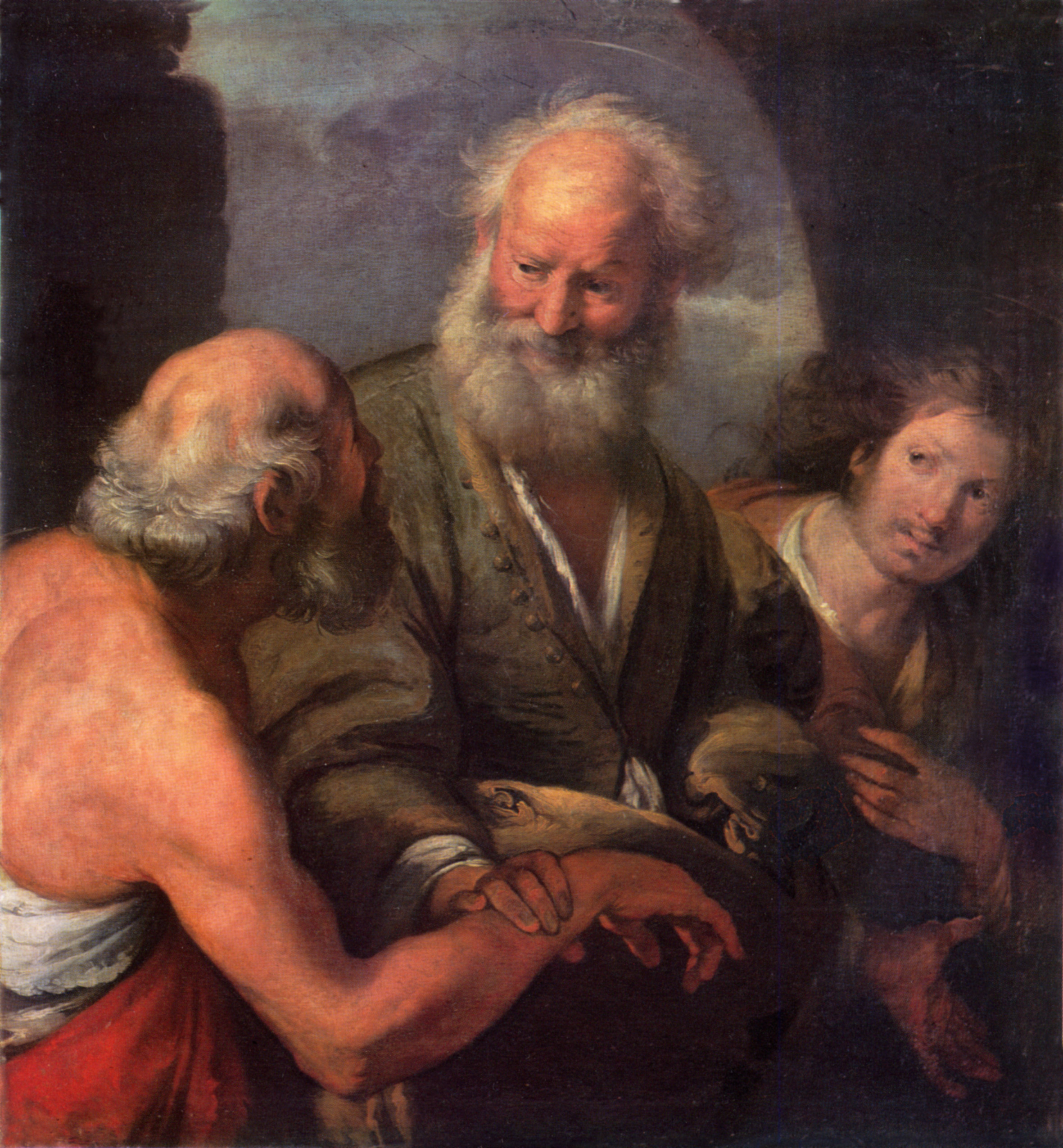
Бернардо Строцци. «Апостол Петр лечит параличного»
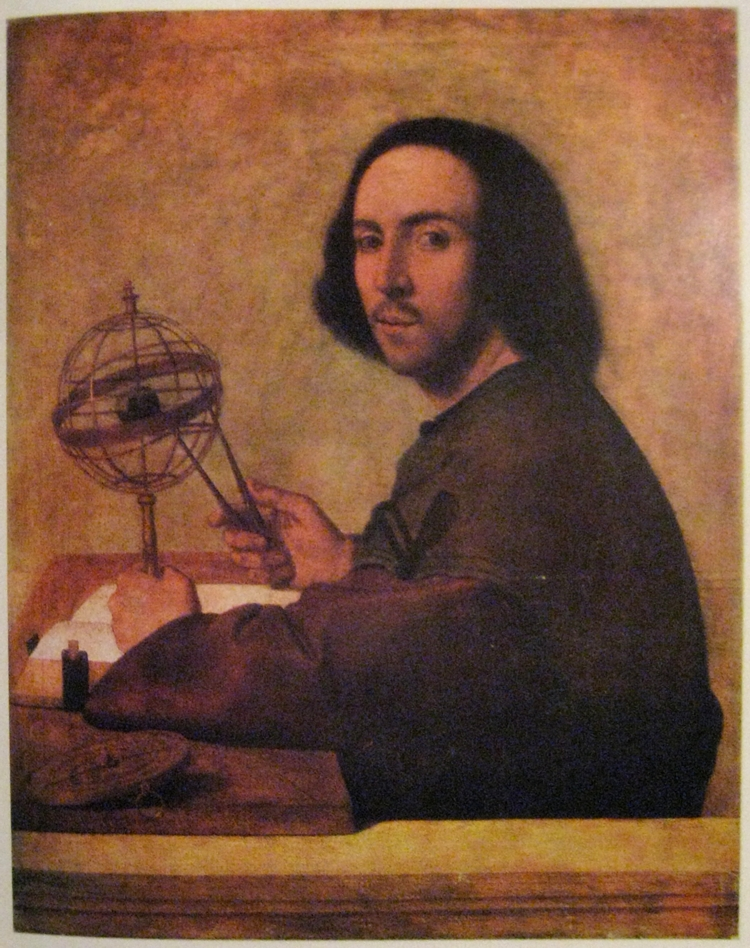
Марко Базаити, «Астроном»
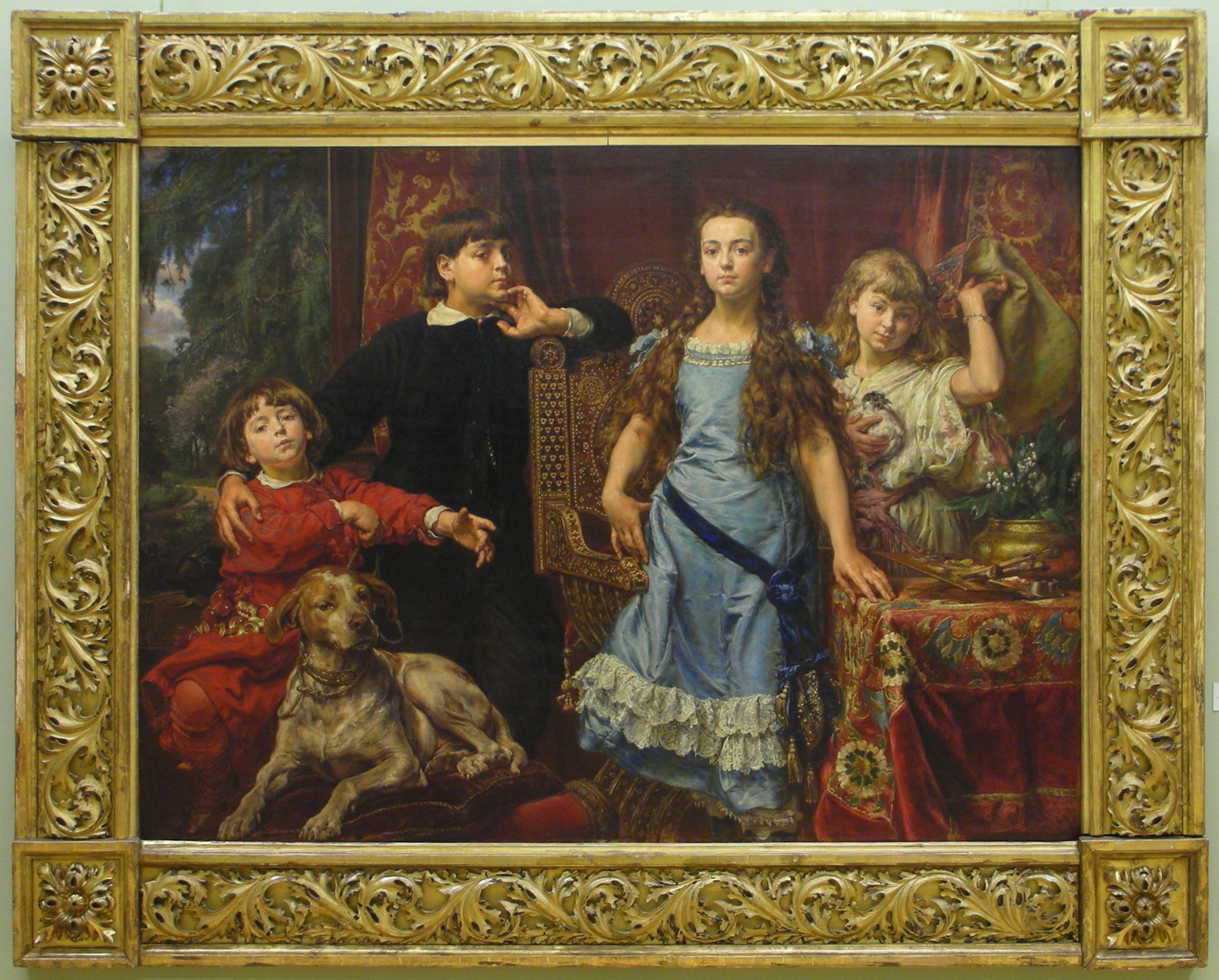
Ян Матейко «Портрет детей художника»
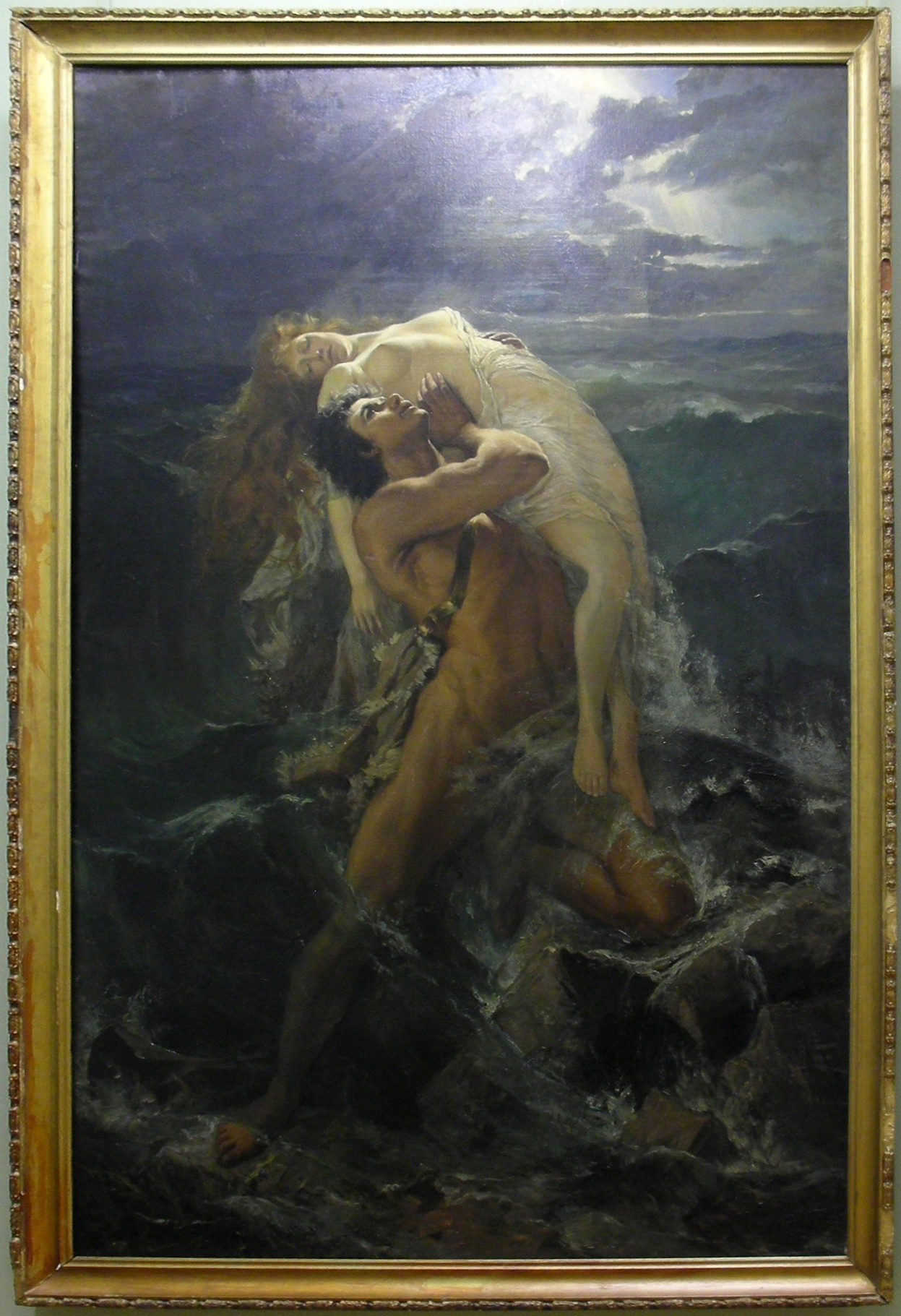
Поль Мерварт «Потоп»
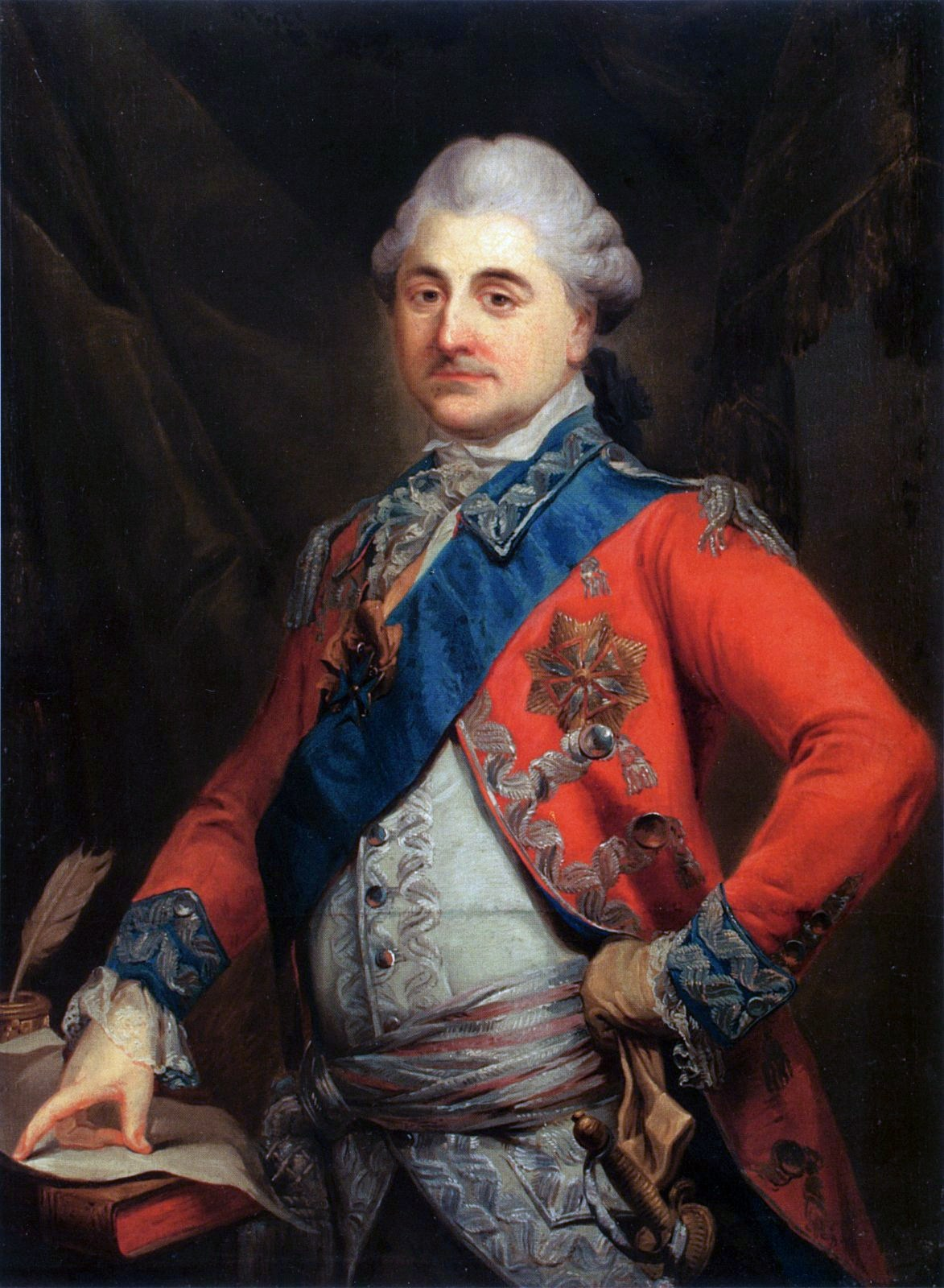
Марчелло Баччарелли, «Король Станислав Август»

## Коллекция
В 1962 году коллекция Львовской картинной галереи составляла 11 тысяч экспонатов.
По состоянию на начало 2007 года в фондах находятся 58 тысяч произведений искусства, представляющих почти 40 стран мира. В отделе западноевропейского искусства — полотна П. Рубенса, Тициана, Ф. Гойи, Ю. Робера и других.

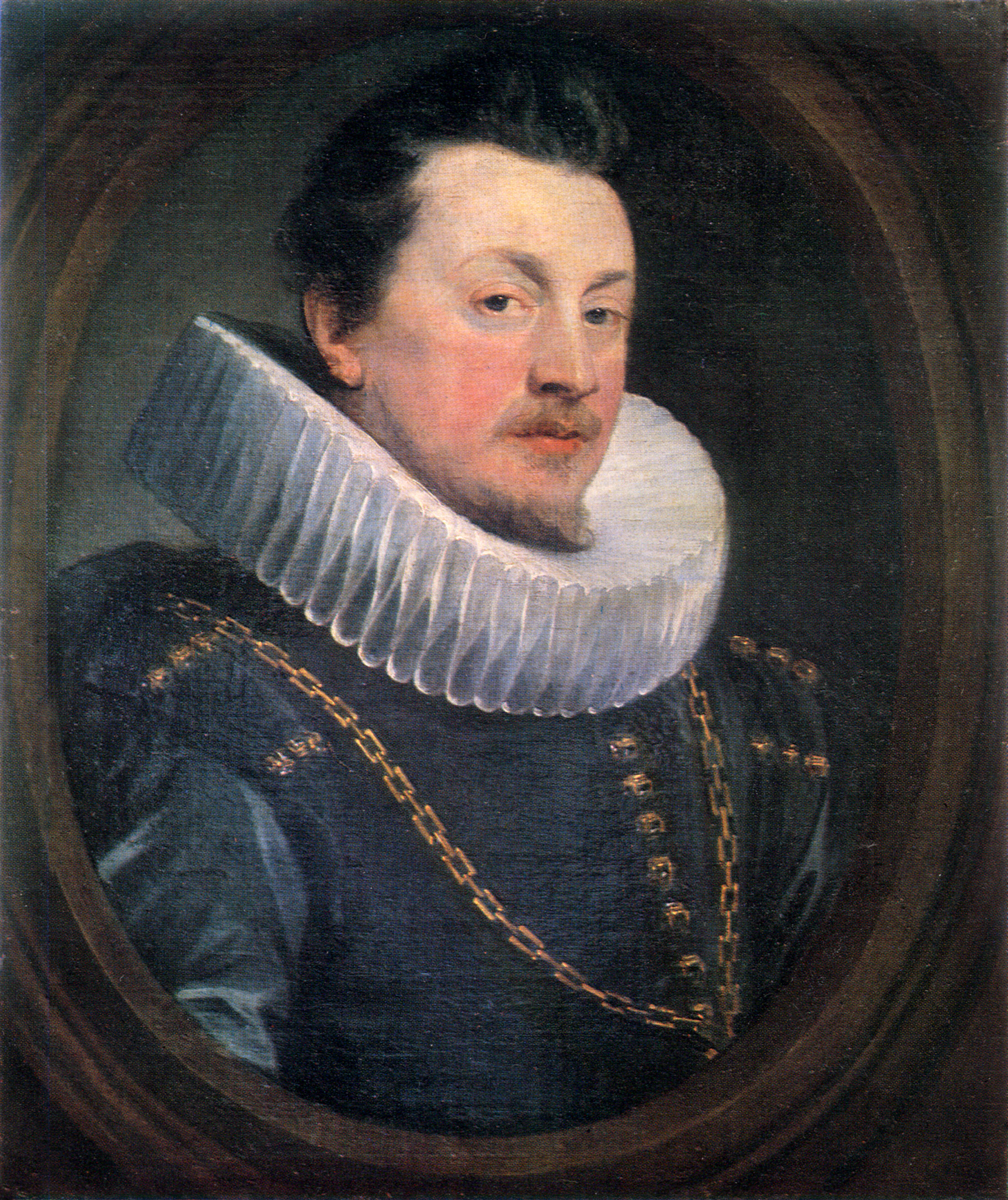
Питер Пауль Рубенс «Портрет мужчины»
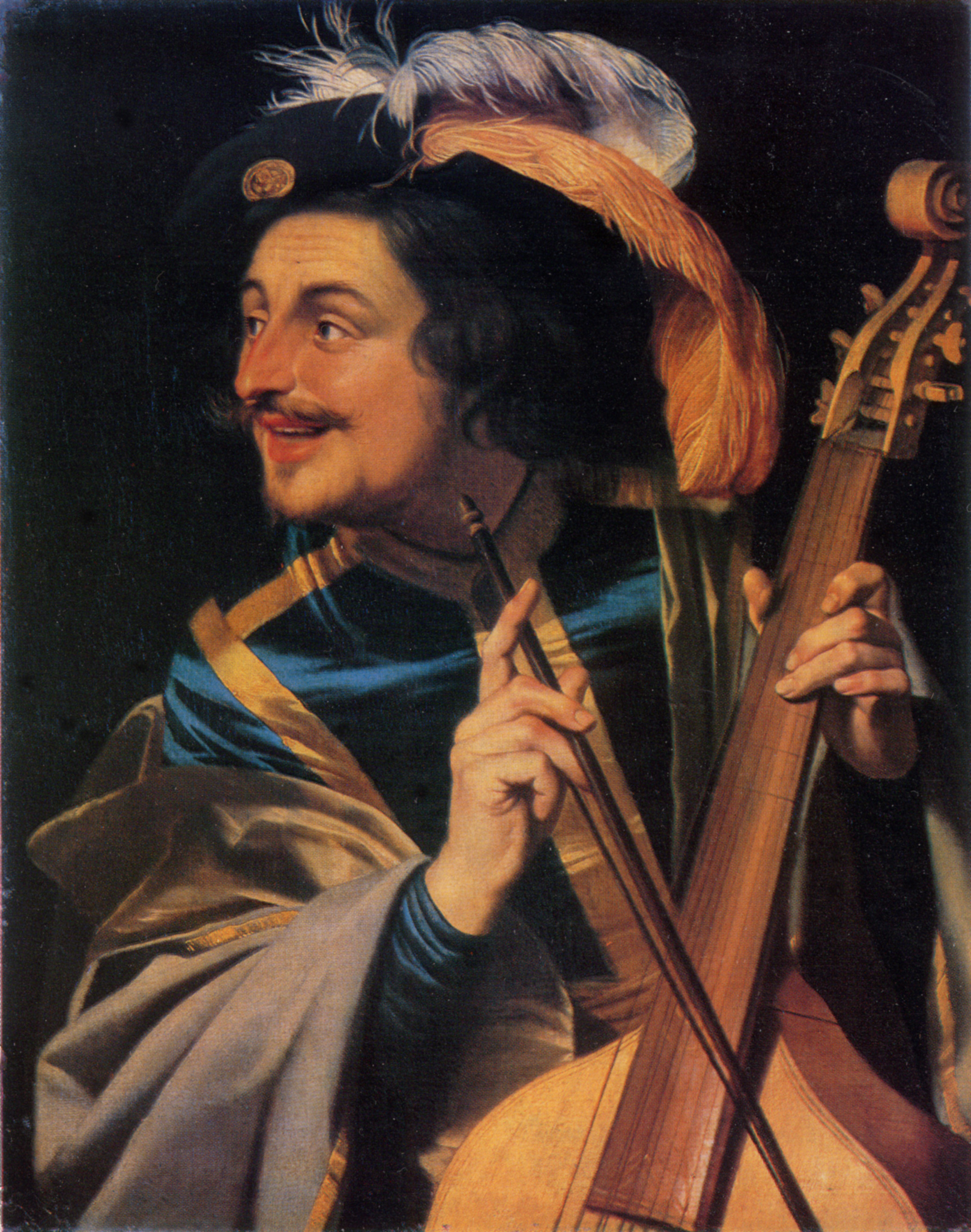
Ге́ррит ван Хо́нтхорст «Музыкант с виолой да гамба»
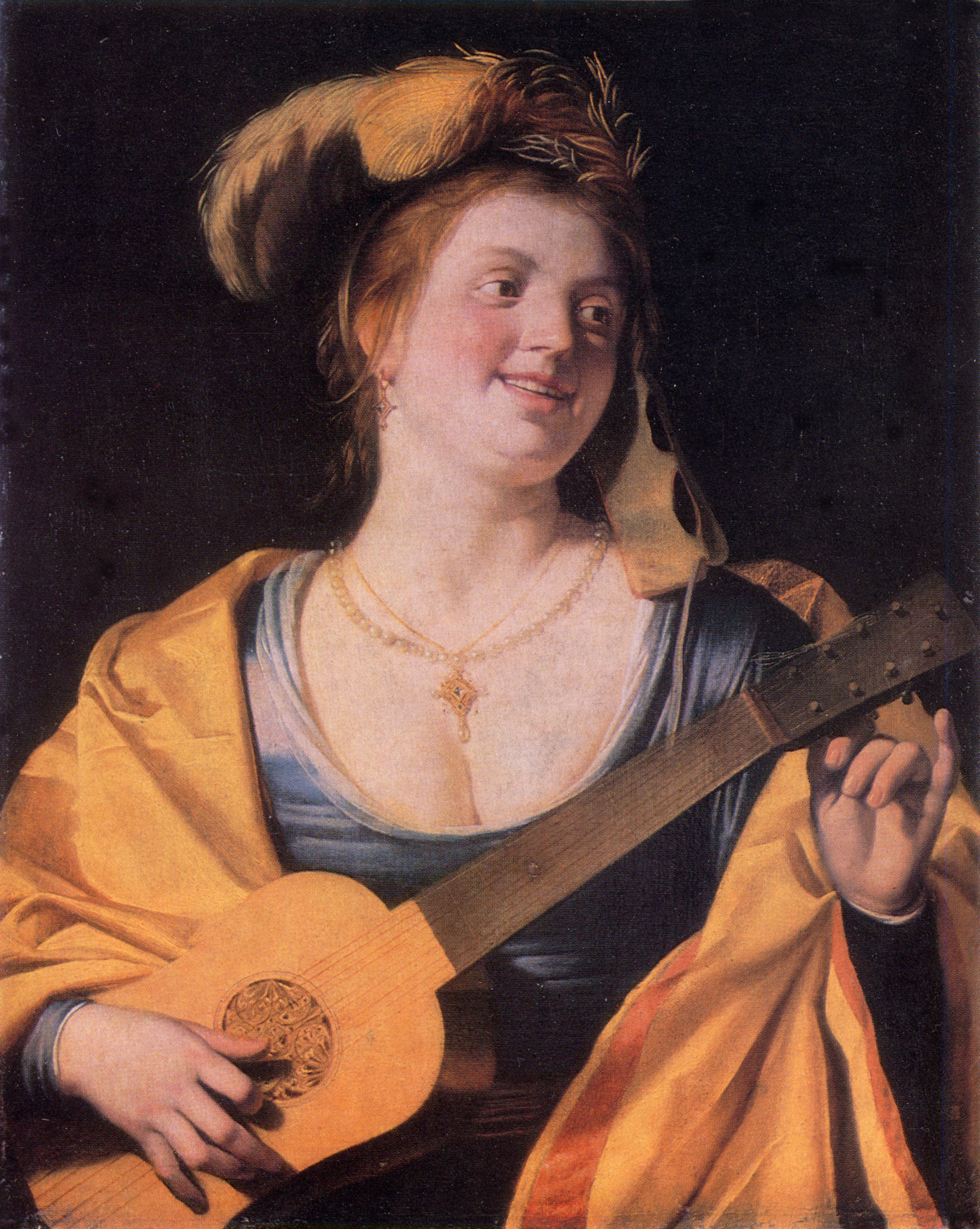
Ге́ррит ван Хо́нтхорст «Женщина с гитарой»
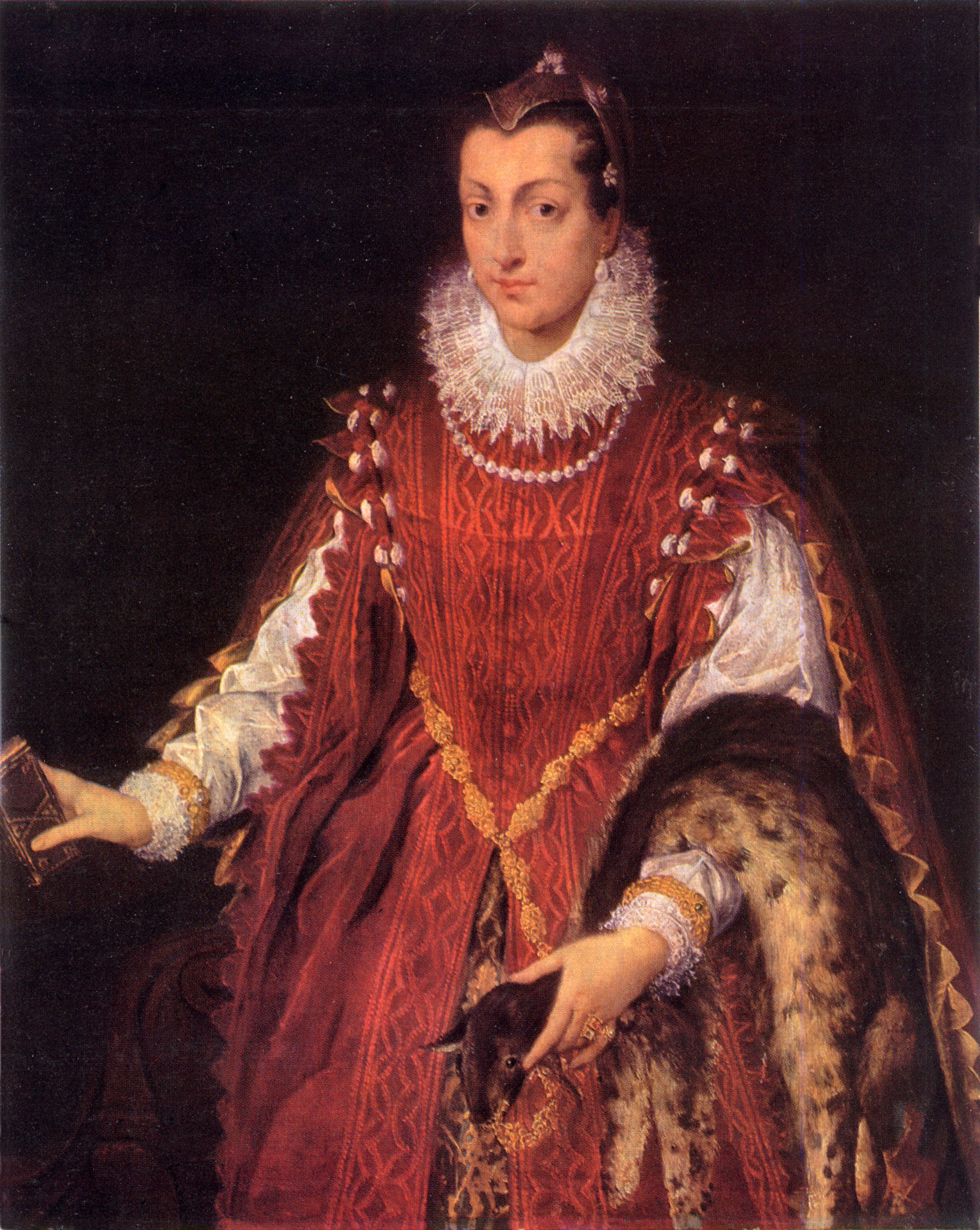
Софонисба Ангиссола «Портрет юной патрицианки»
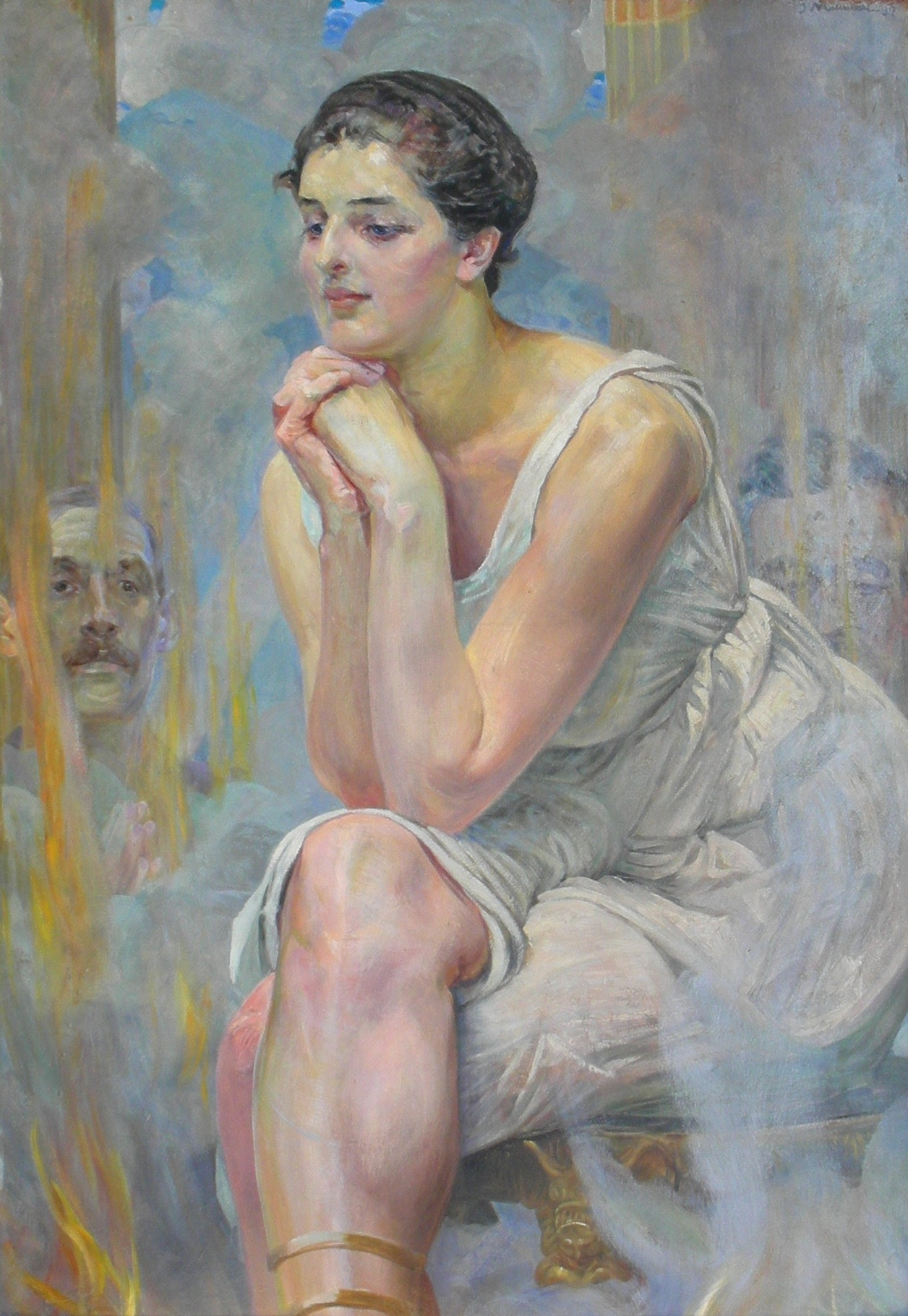
Яцек Мальчевский. «Пифия»

В конце 1940-х годов Третьяковская галерея и Русский музей в Ленинграде передали Львовской картинной большое количество полотен русских художников (И. Репина, И. Левитана, И. Айвазовского, В. Верещагина , К. Коровина и других), благодаря чему в галерее появилось несколько залов русского искусства.
|                                              |  |                                     |  |                                                       |  |                                                     |
| Иван Шишкин. После шторма в Мери-Хови (1891) |  | Иван Шишкин. Прогулка в лесу (1882) |  | Николай Ге. Портрет историка Н. И. Костомарова (1878) |  | Михаил Врубель. Волхова (Морская царица, 1899—1900) |

## Структура музея
- Собственно Львовская картинная галерея,
- Золочевский замок,
- Олесский замок,
- Подгорецкий замок,
- часовня Боимов,
- музей «Львовская сакральная барочная скульптура XVIII века»,
- музей И. Г. Пинзеля,
- музей «Искусство старинной украинской книги»,
- музей «Русалки Днестровой»,
- музей-усадьба Маркиана Шашкевича,
- музей оборонительной архитектуры «Пятничанская башня»,
- музей древнейших памятников Львова.